# CFP-frank
De frank is de munteenheid van de Franse overzeese gebiedsdelen Frans-Polynesië, Nieuw-Caledonië en Wallis en Futuna. De frank wordt niet onderverdeeld; de 1-frank munt is de kleinste eenheid.
Zoals vastgelegd in het decreet van 26 december 1945 stond CFP voor franc des colonies françaises du Pacifique. Later evolueerde de betekenis naar Communauté financière du Pacifique en daarna Change Franc Pacifique, hoewel de wettekst van 1945 nooit aangepast werd.
De volgende munten worden gebruikt: 1, 2, 5, 10, 20, 50 en 100 frank. Het papiergeld is beschikbaar in 500, 1.000, 5.000 en 10.000 frank. Er werd vroeger ook een munt van 50 centimes geslagen, maar deze wordt vanwege de inflatie zelden gebruikt.
In Nieuw-Caledonië wordt ook met de CFP Frank betaald, maar van Nieuw-Caledonië worden munten geslagen met een eigen ontwerp. De waarde van een Polynesische frank staat echter wel gelijk aan die van een Caledonische frank. Van Wallis en Fortuna worden geen eigen munten geslagen, daar zijn de munten uit Frans-Polynesië en Nieuw-Caledonië gewoon in omloop.
De frank is gekoppeld aan de euro met een verhouding 1.000 XPF = 8,38 EUR. Er worden discussies gehouden op alle drie eilandgroepen over het invoeren van de euro.
Een verordening van 15 september 2021, die op 26 februari 2022 in werking is getreden, definieert de naam CFP-frank als de "frank van de Franse gemeenschappen in de Stille Oceaan".
Van 1945 tot 1969 werd de CFP-frank ook gebruikt in Vanuatu.
| Voorzijde | Achterzijde | Waarde (S/.) | Kleur | Afmetingen   | Beschrijving                              |
| --------- | ----------- | ------------ | ----- | ------------ | ----------------------------------------- |
|           |             | 500 frank    |       | 120 × 66 mm  | Paradijsvogelbloem, Tiaré tahiti, Tapa    |
|           |             | 1.000 frank  |       | 126 × 66 mm  | Karetschildpad, Manta, Hoornparkiet       |
|           |             | 5.000 frank  |       | 132 × 73 mm  | Koraalvlinders, Hoornkoralen, Napoleonvis |
|           |             | 10.000 frank |       | 138 × 73x mm | Centre culturel Tjibaou, Tiki             |

Antilliaanse gulden · CFA-frank · CFP-frank · euro · Oost-Caribische dollar